# Équipe d'Écosse de hockey sur gazon
L'équipe d'Écosse de hockey sur gazon est la sélection des meilleurs joueurs écossais de hockey sur gazon. 

## Palmarès

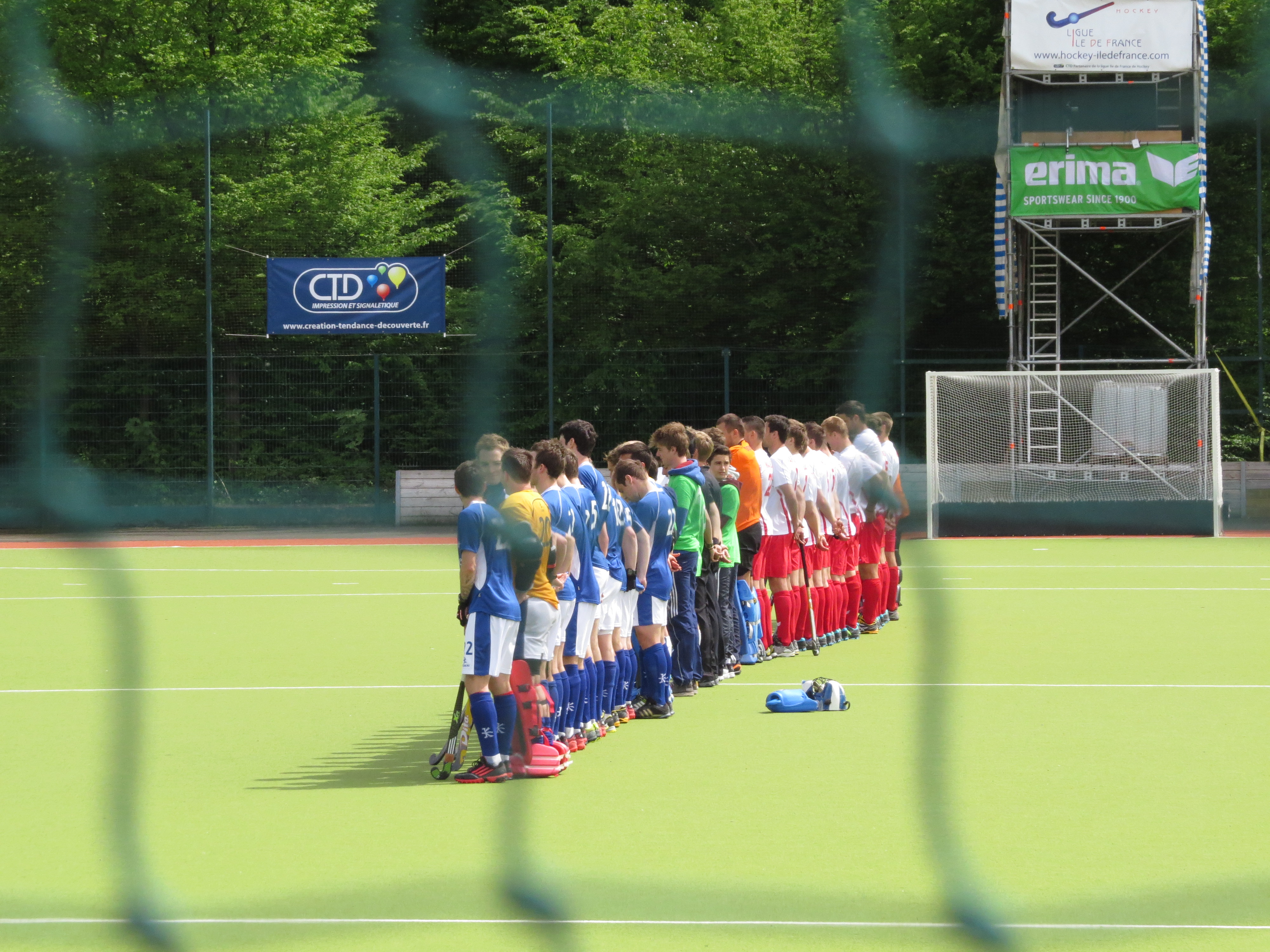
L'équipe d'Écosse face à la Pologne en 2013.

| Jeux olympiques - 1908 : 3e Coupe du monde - Aucune participation |  | Championnat d'Europe - 1970 : 15e - 1974 : 7e - 1978 : 11e - 1983 : 7e - 1987 : 8e - 1995 : 10e - 2003 : 8e - 2005 : 8e |  | Jeux du Commonwealth - 2006 : 7e - 2010 : 9e - 2014 : 9e |